# إسكندرية الجديدة
قرية إسكندرية الجديدة هي إحدى القرى التابعة لمركز الجمالية في محافظة الدقهلية في جمهورية مصر العربية. حسب إحصاءات سنة 2006، بلغ إجمالي السكان في إسكندرية الجديدة 7439 نسمة، منهم 3797 رجل و3642 امرأة.